# Спутники в Солнечной системе

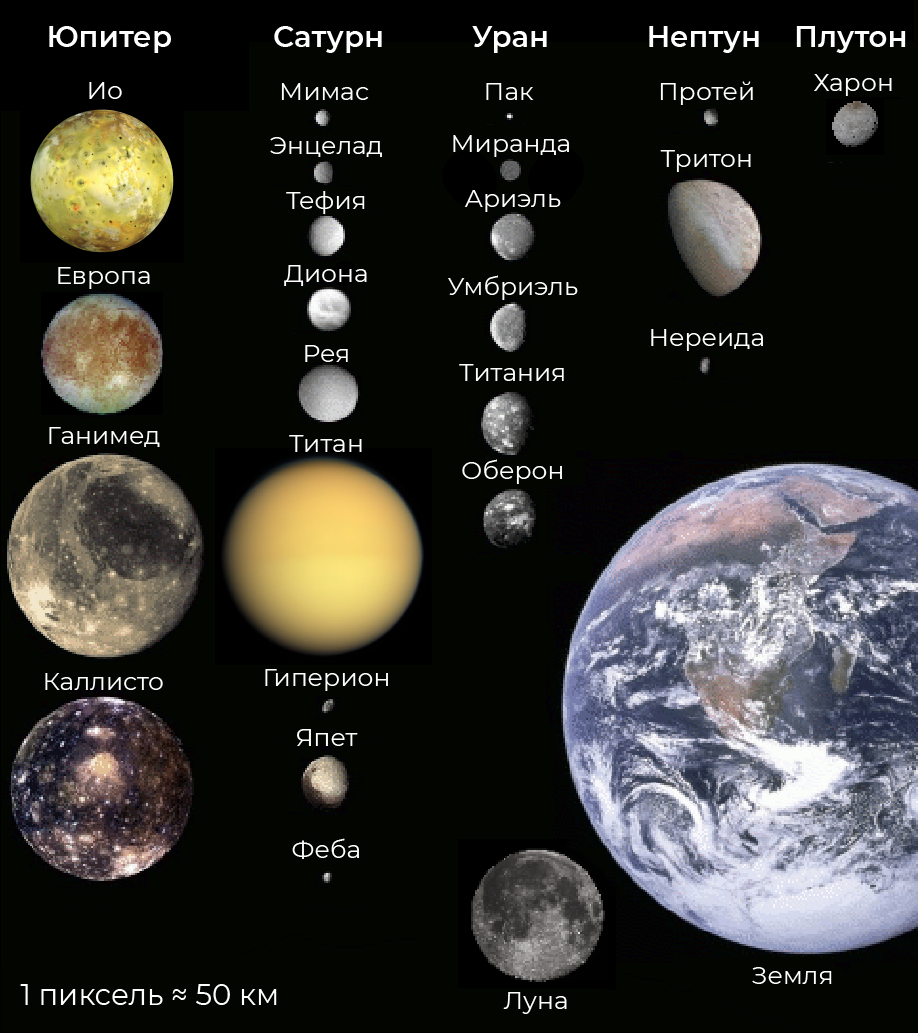
Сравнительные размеры некоторых спутников и Земли. Вверху — названия планет, вокруг которых показанные спутники обращаются.

Спутники планет, карликовых планет и малых тел Солнечной системы (в скобках указан год открытия; списки отсортированы по дате открытия).

## Меркурий
Спутников у Меркурия, по современным данным, нет, хотя такие предположения выдвигались ранее.

## Венера
В прошлом имели место многочисленные заявления о наблюдении спутников Венеры. Но по современным данным, естественных спутников у Венеры нет, а астероид 2002 VE68 является лишь квазиспутником.

## Земля
У Земли есть один «полноценный» спутник — Луна, и 14 квазиспутников: (3753) Круитни, 2003 YN107 и (164207) 2004 GU9, (419624) 2010 SO16, а также (367943) Дуэнде и (469219) 2016 HO3, 2002 AA29, 2015 SO2, (277810) 2006 FV35, 2013 LX28, 2014 OL339, 2020 PP1, 2023 FW13, 2024 PT5. Есть теории о гипотетических спутниках Земли и Луны и о подобии колец.

## Марс
У Марса известно два спутника:
- Деймос (1877)
- Фобос (1877)

## Юпитер
У Юпитера известно 95 спутников, в том числе открытые до полёта «Вояджеров»:
- Ио (1610)
- Европа (1610)
- Ганимед (1610)
- Каллисто (1610)
- Амальтея (1892)
- Гималия (1904)
- Элара (1905)
- Пасифе (1908)
- Синопе (1914)
- Лиситея (1938)
- Карме (1938)
- Ананке (1951)
- Леда (1974)

Четыре крупнейших спутника — Ио, Европа, Ганимед и Каллисто — называются галилеевыми спутниками.
Кроме того, у Юпитера есть система колец (1979).

## Сатурн
У Сатурна известно 274 спутника, в том числе открытые до полёта «Вояджеров»:
- Титан (1655)
- Япет (1671)
- Рея (1672)
- Тефия (1684)
- Диона (1684)
- Энцелад (1789)
- Мимас (1789)
- Гиперион (1848)
- Феба (1898)
- Янус (1966)
- Эпиметей (1966)

В 2019 году астрономы открыли 20 новых спутников Сатурна, благодаря чему он тогда стал рекордсменом в Солнечной системе по количеству известных спутников, опередив Юпитер. Последним открытым спутником в настоящее время считается S/2019 S 1, о существовании которого было объявлено в ноябре 2021 года. Также Сатурн обладает мощной системой колец, открытых Галилеем в 1609 году. Выдвигается гипотеза о существовании колец у Реи.

## Уран
У Урана известно 28 спутников:
- Титания (1787)
- Оберон (1787)
- Ариэль (1851)
- Умбриэль (1851)
- Миранда (1948)
- Пак (1985)
- Джульетта (1986)
- Порция (1986)
- Крессида (1986)
- Дездемона (1986)
- Розалинда (1986)
- Белинда (1986)
- Корделия (1986)
- Офелия (1986)
- Бианка (1986)
- Калибан (1997)
- Сикоракса (1997)
- Пердита (1999)
- Сетебос (1999)
- Стефано (1999)
- Просперо (1999)
- Тринкуло (2001)
- Фердинанд (2001)
- Франциско (2001)
- Маб (2003)
- Купидон (2003)
- Маргарита (2003)
- S/2023 U 1 (2023)

Также у Урана имеется система колец (1977).

## Нептун
У Нептуна известно 16 спутников:
- Тритон (1846)
- Нереида (1949)
- Ларисса (1981)
- Протей (1989)
- Деспина (1989)
- Галатея (1989)
- Таласса (1989)
- Наяда (1989)
- Сао (2002)
- Галимеда (2002)
- Лаомедея (2002)
- Несо (2002)
- Псамафа (2003)
- Гиппокамп (2013)
- S/2002 N 5 (2002)
- S/2021 N 1 (2021)

У Нептуна есть и система колец (1989) и 1 временный квазиспутник (309239) 2007 RW10

## Карликовые планеты

### Церера
Спутников у Цереры не обнаружено. Фотографии, сделанные космическим аппаратом «Dawn», исключают существование сколь-нибудь крупных спутников.  Считается, что у Цереры есть квазиспутник (76146) 2000 EU16.

### Плутон
Основная статья: Спутники Плутона
У Плутона известно пять спутников:
- Харон (1978)
- Никта (2005)
- Гидра (2005)
- Кербер (2011)
- Стикс (2012)

Существует мнение, что, поскольку барицентр системы Плутон—Харон находится вне поверхности Плутона, Харон является не спутником Плутона, а компонентом двойной планетной системы. Предполагалось, что у Плутона также может быть система планетных колец, но после пролёта у Плутона в 2015 году аппарата «Новые горизонты» таковых не обнаружилось. У Плутона имеется 1 случайный квазиспутник (15810) Араун.

### Хаумеа
У Хаумеа известны два спутника:
- Хииака (2005)
- Намака (2005)

Также у Хаумеа есть система колец (2017).

### Макемаке
У Макемаке известен один спутник:
- S/2015 (136472) 1 (2015)

### Эрида
У Эриды известен один спутник:
- Дисномия (2005)